# Valle del Lamone
La valle del Lamone è un'area geografica definita dal fiume Lamone, che si estende sul territorio delle province di Ravenna in Emilia-Romagna e di Firenze in Toscana, nell'Appennino tosco-romagnolo.

## Comuni
- Marradi
- Brisighella